# Vlag van Herentals
De vlag van Herentals werd door de gemeenteraad op 7 september 1987 officieel vastgesteld als de gemeentelijke vlag van de Antwerpse gemeente Herentals. Op 9 mei 1989 werd hij door het Bestuur van Vlaanderen bevestigd en uiteindelijk gepubliceerd op 8 november 1989 in het officiële Belgisch Staatsblad.
Officieel wordt de vlag beschreven als:
Twee even lange banen van rood en van wit, met op het rood een witte uitgerukte boom.
De kleuren van de vlag en de boom zijn afkomstig uit het gemeentewapen.

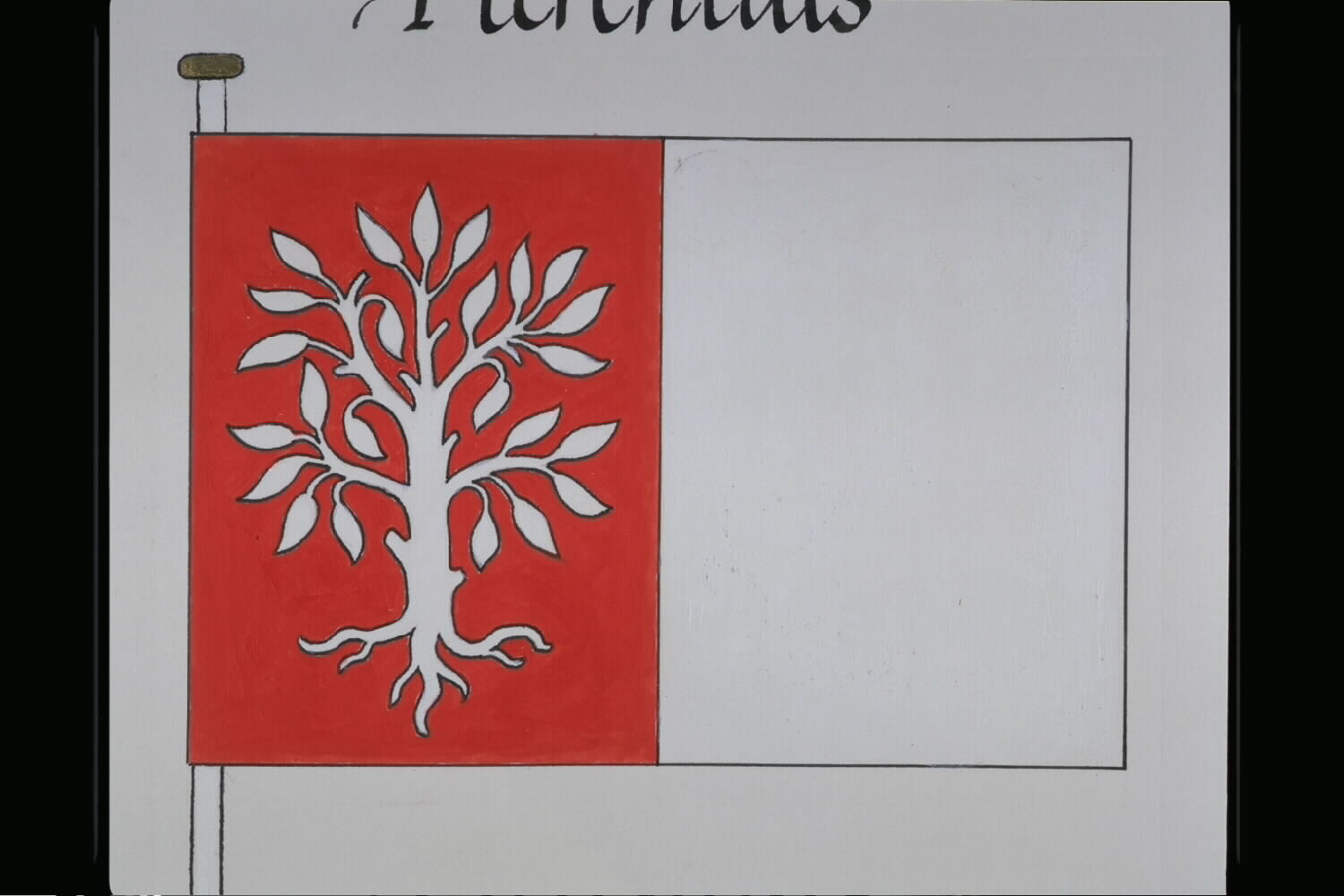
Officiële tekening van de vlag

## Eerdere vlag
Een vlag met twee even lange banen van rood en van wit werd in het verleden gebruikt door de gemeenten Herentals en Noorderwijk, gemaakt naar de kleuren van hun wapen. Het rode veld van de huidige vlag van Herentals is gebaseerd op het gemeentewapen van Herentals.

Voorgaande vlag (tot 1989)